# Guixi, Yunnan
Guixi (kinesiska: 桧溪镇) är en köping i Kina. Den ligger i provinsen Yunnan, i den sydvästra delen av landet, omkring 380 kilometer norr om provinshuvudstaden Kunming. Antalet invånare är 15 610. Befolkningen består av 7 256 kvinnor och 8 354 män. Barn under 15 år utgör 24,0 %, vuxna 15-64 år 67 %, och äldre över 65 år 7,0 %.
Genomsnittlig årsnederbörd är 1 208 millimeter. Den regnigaste månaden är juli, med i genomsnitt 287 mm nederbörd, och den torraste är december, med 11 mm nederbörd.